# Hans Schack (1930-2000)
 For alternative betydninger, se Hans Schack. (Se også artikler, som begynder med Hans Schack)
Hans lensgreve Schack (født 8. april 1930 på Schackenborg Slot i Møgeltønder – død 1. juli 2000 i Sélestat i Alsace) var en dansk godsejer og teolog. Han var det sidste medlem af Slægten Schack, der var ejer af Schackenborg.

## Biografi
Hans Schack blev født den 8. april 1930 på Schackenborg Slot som det tredje barn og eneste søn af lensgreve, amtmand, kammerherre og hofjægermester Otto Didrik Schack (1882–1949) og Karin Maria Bertha Josephine von Schack (1889-1960). Han havde to ældre søstre, hvoraf den ældste, Karin Birgitte Schack var hofdame hos Dronning Ingrid fra 1948. Ved faderens død i 1949 overtog han Schackenborg.
Hans Schack giftede sig første gang den 21. september 1957 i Møgeltønder Kirke med June Barbara Jernert. Han giftede sig anden gang den 4. august 1961 i Aarhus med Karin Grete Olsen. Da der ikke blev født børn i nogle af ægteskaberne, blev slottet i 1978, efter 11 generationer i Slægten Schacks eje, overtaget af kongefamilien. I 1993 overtog Prins Joachim Schackenborg.
Hans Schack døde 70 år gammel den 1. juli 2000 i sit hjem i landsbyen Sélestat i Alsace i Frankrig. Han er begravet på Møgeltønder Kirkegård.